# All American Open (LPGA Tour)
Het All American Open was een jaarlijks golftoernooi voor vrouwen, dat deel uitmaakte van de LPGA Tour. Het toernooi werd opgericht in 1943 en vond tot de laatste editie, in 1957, telkens plaats op de Tam O'Shanter Country Club in Niles, Illinois.

## Winnaressen
- 1943:  Patty Berg
- 1944:  Betty Hicks
- 1945:  Patty Berg
- 1946:  Babe Zaharias
- 1947:  Grace Lenczyk
- 1948:  Babe Zaharias
- 1949:  Louise Suggs
- 1950:  Babe Zaharias
- 1951:  Babe Zaharias
- 1952:  Louise Suggs
- 1953:  Patty Berg
- 1954:  Babe Zaharias
- 1955:  Patty Berg
- 1956:  Louise Suggs
- 1957:  Patty Berg